# 阿部信泰
阿部 信泰（あべ のぶやす、1945年〈昭和20年〉9月9日 - ）は、日本の外交官。2014年4月から2017年12月まで内閣府原子力委員会委員長代理（常勤）。
財団法人日本国際問題研究所軍縮・不拡散促進センター所長、外務省参与、核不拡散・核軍縮に関する国際委員会諮問委員、ウィーン国際機関日本国政府代表部大使、在サウジアラビア日本国大使、国際連合事務次長、在スイス日本国大使、在リヒテンシュタイン日本国大使などを歴任した。

## 概要

### 生い立ち
秋田県大館市出身。秋田県立秋田高等学校を経て、東京大学法学部第2類（公法コース）にて学ぶ。東京大学在学中に外交官試験に合格。1967年外務省入省。英語研修としてアメリカ合衆国アマースト大学教養学部で政治学を専攻しを卒業。

### 外務省
外務省では、国連外交と経済分野を中心にキャリアを重ねた。本省においては、欧亜局西欧第2課長や情報調査局企画課長、経済局審議官、軍備管理・科学審議官を歴任した。また、宮澤喜一が外務大臣に就任した際は大臣秘書官を務め、須之部量三が外務事務次官に就任した際は担当秘書官を務めた。
在外公館においては、在米国大使館、ジュネーブ国際機関代表部、在イスラエル大使館、国連代表部、在フィリピン大使館で勤務。
駐ボストン総領事、ウィーン国際機関政府代表部大使、駐サウジアラビア大使を経て、国際連合の事務次長に転じていたが、外務省に復帰後は駐スイス大使（駐リヒテンシュタイン大使を兼任）を務める。2008年に外務省を退官し、日本国際問題研究所の軍縮・不拡散促進センターにて所長に就任した。
また、ハーバード大学国際問題研究所研究員や、上智大学法学部、東京大学社会情報研究所の非常勤講師も務めた。

### 国際機関

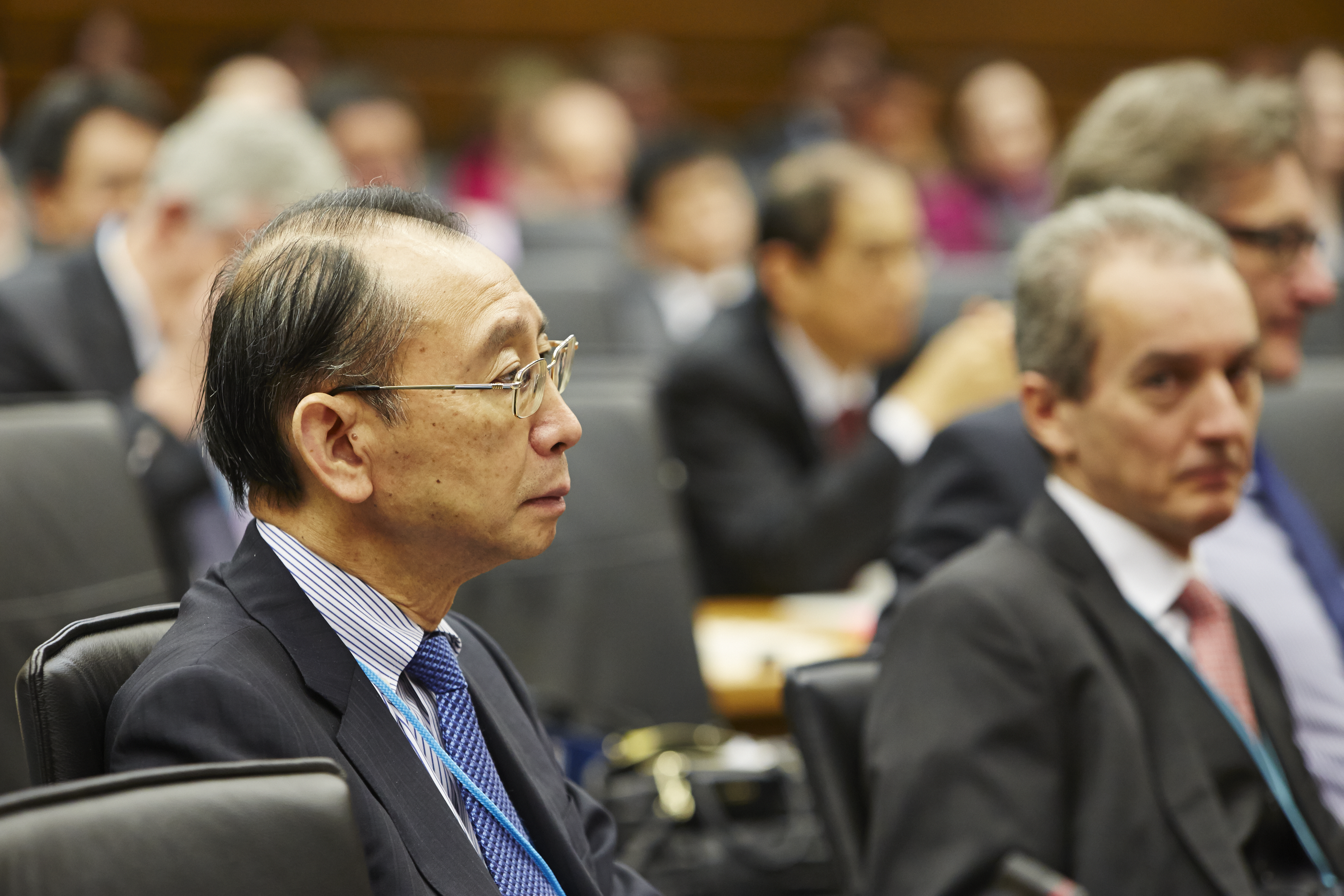
包括的核実験禁止条約のパネルディスカッションを見る阿部（2016年1月）

2003年、外務省から国際連合に転じ、軍縮を担当する事務次長に就任した。国際連合の事務次長に就任したのは、日本人としては史上5人目である。国際連合事務総長のコフィー・アナンの下で、各国の軍備縮小の実現を目指して活動した。国際連合軍縮局を率い、核拡散防止条約運用会議で紛糾した議論の取り纏めなどに尽力した。2006年に事務次長を退任し、外務省に復帰した。
また、外務省退官後は、国際連合軍縮諮問委員会委員やジュネーブ安全保障政策センター諮問委員会委員としても活動している。そのほか、イギリスの国際戦略研究所の会員でもある。核不拡散・核軍縮に関する国際委員会の発足に際しては、諮問委員会の委員に就任した。

## 略歴
- 1945年 - 秋田県にて誕生
- 1966年 - 外交官試験合格
- 1967年 - 外務省入省。英語研修（米国アマースト大学）
- 1969年 - 在米国日本大使館
- 1971年 - アメリカ局北米第二課
- 1974年 - 外務大臣秘書官
- 1977年 - ジュネーブ国際機関代表部一等書記官
- 1979年 - 在イスラエル日本大使館一等書記官
- 1981年 - 外務事務次官秘書官
- 1982年 - 欧亜局西欧第二課長
- 1984年 - 情報調査局企画課長
- 1985年 - 上智大学法学部非常勤講師
- 1986年 - ハーバード大学国際問題研究所研究員
- 1987年 - 国際連合代表部参事官
- 1990年 - 在フィリピン日本大使館公使（マニラ総領事兼務）
- 1992年 - 大臣官房審議官（経済局担当）
- 1993年 - 東京大学社会情報研究所非常勤講師
- 1994年 - 駐ボストン総領事
- 1996年 - 国際連合代表部公使
- 1997年 - 外務省軍備管理・科学審議官
- 1998年 - 上智大学法学部非常勤講師
- 1999年 - ウィーン国際機関政府代表部大使
- 2001年 - 駐サウジアラビア大使
- 2003年 - 国際連合事務次長（軍縮担当）
- 2006年 - 駐スイス大使（駐リヒテンシュタイン大使兼務）
- 2008年 - 核不拡散・核軍縮に関する国際委員会諮問委員
- 2014年 - 内閣府原子力委員会委員長代理（常勤）
- 2020年 - 瑞宝中綬章受章[6]